# Avella despiciens
Avella despiciens is een spinnensoort in de taxonomische indeling van de Deinopidae.
Het dier behoort tot het geslacht Avella. De wetenschappelijke naam van de soort werd voor het eerst geldig gepubliceerd in 1877 door Octavius Pickard-Cambridge.